# Nibelung III
Nibelung III fou un comte del segle IX de la família dels Nibelúngides, fill probable de Nibelung II o de Khildebrand II i d'una dama de la família dels Guillèmides.

## Biografia
Posseeia el 818 béns a Baugy, terra dsegregada de Perrecy, a l'Autunois, la qual cosa implica un parentiu proper amb Nibelung I, posseïdor d'aquesta terra.
No se sap res més d'aquest comte, que podira ser el pare de:
- Nibelung IV, comte de Vexin,
- Teodoric, comte al Vermandois.